# 丁多雲
丁 多雲（チョン　ダウン、朝: 정다운、英: Joung Da-Woon、 1989年4月23日- ）は、韓国のソウル出身の柔道選手。階級は63kg級。身長173cm。

## 人物
2011年の世界選手権では2回戦で日本の上野順恵に横四方固で敗れた。2012年のグランドスラム・パリ決勝では田中美衣に袈裟固で敗れるが、グランプリ・デュッセルドルフでは優勝を飾った。ロンドンオリンピックでは準々決勝で上野を有効で破るが、準決勝で中国の徐麗麗に指導2で敗れると、3位決定戦でもフランスのジブリズ・エマヌに判定で敗れメダルを獲得することができなかった。2013年5月のワールドマスターズでは準々決勝で日本の阿部香菜に縦四方固で敗れて3位だった。8月の世界選手権では初戦でウクライナのスヴィトラナ・チェプリナに一本負けを喫した。11月のグランドスラム・東京では準決勝で阿部と対戦して、小内刈で技ありを取られた後に内股で一本負けを喫した。なお、この試合で丁多雲は寝技の攻防の際に阿部の右手に噛み付いた。形勢の不利にイラついたのか、阿部の手を噛み付くという醜態を晒して日本中のファンからブーイングを受け｢噛み付き女｣と報じる向きもあった。2014年9月に地元韓国の仁川で開催されたアジア大会では優勝した。その後引退すると、2016年のリオデジャネイロオリンピック以降は韓国ナショナルチームのコーチとなった。

## 主な戦績
- 2006年 - アジアジュニア　2位
- 2008年 - 世界ジュニア　5位
- 2009年 - ワールドカップ・ウランバートル　3位
- 2009年 - ワールドカップ・スウォン　優勝
- 2009年 - 東アジア競技大会　2位
- 2010年 - ワールドマスターズ　5位
- 2010年 - 東アジア選手権　3位
- 2010年 - ワールドカップ・タシュケント　3位
- 2010年 - ワールドカップ・スウォン　2位
- 2010年 - グランドスラム・東京　3位
- 2011年 - アジア選手権　個人戦　2位　団体戦　3位
- 2011年 - ワールドカップ・チェジュ　3位
- 2011年 - グランプリ・青島　5位
- 2012年 - グランドスラム・パリ　2位
- 2012年 - グランプリ・デュッセルドルフ　優勝
- 2012年 - アジア選手権　個人戦　3位　団体戦　3位
- 2012年 - ロンドンオリンピック　5位
- 2013年 - ヨーロッパオープン・オーバーヴァルト　3位
- 2013年 - アジア選手権 個人戦　5位　団体戦　3位
- 2013年 - ワールドマスターズ 3位
- 2013年 - 東アジア競技大会　3位
- 2013年 - グランドスラム・東京　3位
- 2013年 - グランプリ・チェジュ　優勝
- 2014年 - グランプリ・ウランバートル　2位
- 2014年 - アジア大会　優勝
- 2014年 - グランプリ・チェジュ　5位